# Преступление Хелен Стэнли
Преступление Хелен Стэнли (англ. The Crime of Helen Stanley) — американский криминальный фильм 1934 года, снятый до принятия Кодекса, режиссёром Д. Россом Ледерманом. В главных ролях — Ральф Беллами, Ширли Грей и Гэйл Патрик. Фильм также известен как «Убийство в студии». Это третий из четырёх фильмов с Беллами в роли инспектора Трента из полиции Нью-Йорка, следующих за фильмами «Перед полуночью» и «Один виновен». Последний фильм серии — «Девушка в опасности» — вышел в прокат позднее в том же году.

## Сюжет
Инспектор Трент (Беллами) расследует смерть кинозвезды Хелен Стэнли (Патрик) на съёмочной площадке. Другой актёр в фильме, Уоллах (Стивен Чейз, в титрах не указан), считает, что убил Стэнли, после того как всадил боевую пулю в бутафорский пистолет, когда «выстрелил» в неё, и совершает самоубийство после признания. Однако боевая пуля всё ещё находилась в пистолете Уоллаха.
Другими подозреваемыми являются оператор, любовник Стэнли Ли Дэвис (Ричмонд), её сестра Бетти Лейн (Грей), у которой роман с Дэвисом. Также в деле замешаны управляющий делами Стэнли Джордж Ноэль (Пейдж), который задолжал ей 60 000 долларов, директор Гибсон (Прайвал), который, как знала Стэнли, был нелегалом, и телохранитель Стэнли Карл Уильямс (Шерман), который шантажировал её. Трент разгадывает тайну, воссоздавая убийство, в результате чего раскрывается настоящий убийца.

## В ролях
- Ральф Беллами — инспектор Стив Трент
- Ширли Грей — Бетти Лейн
- Гэйл Патрик — Хелен Стэнли
- Кейн Ричмонд[англ.] — Ли Дэвис
- Брэдли Пейдж[англ.]  — Джордж Т. Ноэль
- Винсент Шерман — Карл Уильямс
- Филлип Трент[англ.] — Ларри Кинг (Клиффорд Джонс)
- Люсьен Приваль[англ.] — Гибсон
- Уорд Бонд — Джек Бейкер